# Karapet Chalyan
Karapet Chalyan (in armeno Կարապետ Չալյան?; Gyumri, 7 agosto 1993) è un lottatore armeno, specializzato nella lotta greco-romana.

## Palmarès
- Europei

Riga 2016: bronzo nei 75 kg.
Roma 2020: bronzo nei 77 kg.
- Giochi europei

Minsk 2019: argento nei 77 kg.